# Lutjegast
Lutjegast (/ˈlɵcəˌɣɑst/) est un village de la commune néerlandaise de Westerkwartier, situé dans la province de Groningue. 

## Géographie
Le village est situé à 20 km à l'ouest de Groningue, près de la limite avec la Frise. Il est bordé par le canal Van Starkenborgh.

## Histoire
Lutjegast fait partie de la commune de Grootegast avant le 1er janvier 2019, date à laquelle celle-ci est rattachée à la nouvelle commune de Westerkwartier.

## Personnalités nées à Lutjegast

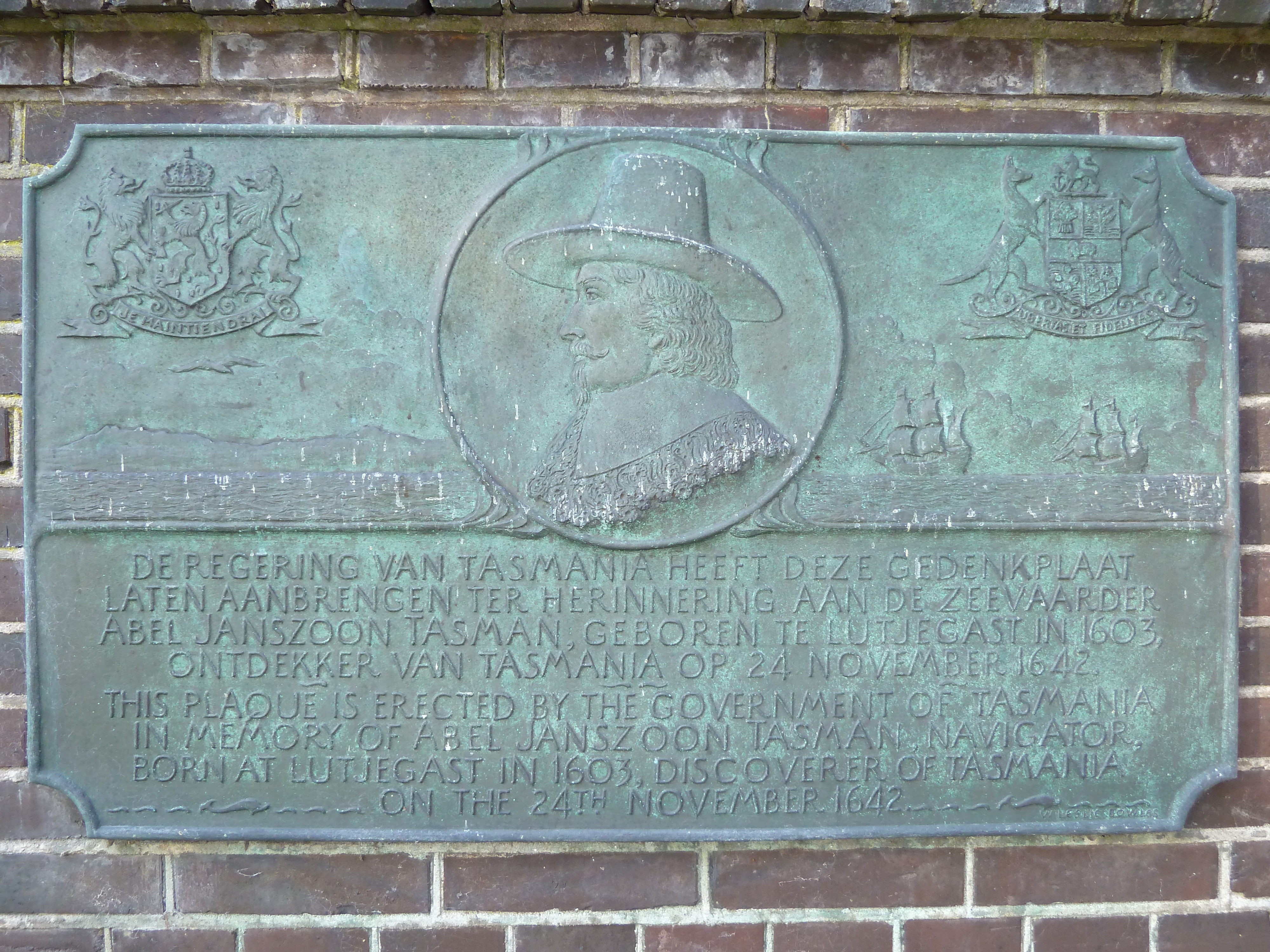
Plaque en mémoire d'Abel Tasman.

Le navigateur néerlandais Abel Tasman est né à Lutjegast en 1603. Une plaque à sa mémoire se trouve dans l'église réformée et une rue du village porte son nom. 
La chanteuse du groupe K3, Klaasje Meijer, y est également née en 1995, cependant qu'Arjen Lubach, animateur de télévision et écrivain a passé son enfance dans le village.

## Démographie
Le 1er janvier 2018, le village comptait 745 habitants.